# Tars and Stripes
Tars and Stripes és un curtmetratge de comèdia estatunidenc del 1935 produït per Educational Pictures dirigit i protagonitzat Buster Keaton. La pel·lícula fou rodada al Centre d'Entrenament Naval de San Diego, Califòrnia.

## Argument
En una estació d'entrenament de la Marina, l'aprenent de mariner Elmer Doolittle és burlat i recriminat constantment a causa de la seva constant maldestra i manca de sentit comú. Sovint se li donen tasques mundanes per completar per tal d'allunyar-lo dels altres aprenents amb potencial real, però el company d'artillers en cap Richard Mack promet fer-lo un mariner peti qui peti. Després de no ensenyar com fer nusos o marxar correctament, Mack s'enfada després de creure que va presenciar Elmer coquetejant amb la seva xicota quan en realitat només estava ajudant a arreglar-li la sabata trencada. Elmer finalment arriba al rang de mariner, però la xicota d'en Mack finalment desenvolupa sentiments per Elmer i això enfada a Mack, que el desterra al bergantí i li diu que es quedarà allà. L'Elmer està consternat, però aviat s'anima després d'adonar-se que la xicota de Mack també s'ha colat al bergantí.

## Repartiment
- Buster Keaton com a aprenent de mariner Elmer Doolittle
- Vernon Dent com a company d'artillers en cap Richard Mack
- Dorothea Kent com la núvia de Mack